# Tadzjikiska köket
Tadzjikiska köket gäller den matkultur och de mattraditioner som finns i Tadzjikistan. Köket har mycket gemensam med nationalköken i Ryssland, Afghanistan och Uzbekistan. Den tadzjikiska nationalrätten är pilaff, tadzjikiska палав, uzbekiska palov också kallad osh, liksom i andra länder i området, till exempel i det uzbekiska köket. Grönt te är nationaldryck.
Det tadzjikiska köket bär spår av nomadtiden och av att Tadzjikistan är ett bergigt land. Det innehåller mycket grönsaker och en hel del kött. Fårkött är huvudingrediensen i en ångad dumplingrätt som heter tushbera eller pelmeni och serveras oftast med gräddfil, smör, ättika eller buljong. En annan lokal specialitet är tuhum barak, fylld "ravioli" med ägg. Den tillagas i sesamolja, mjölk och örter och äts med plattbröd.

## En tadzjikisk måltid[1]
Traditionellt inleds en tadzjikisk måltid med något sött, som helva och te och fortsätter med soppa och kött, innan den avslutas med plov. Plov görs på rester av fårkött, kålrot och ris som steks i en stor panna. 
Saschlik är bitar av fårkött som grillas över kol på spett och serveras tillsammans med skivad rå lök och pipioshka, ett osyrat platt bröd.
Soppor är populära, till exempel shorpur, eller shurbo, en kött- och grönsakssoppa, laghman, som liknar shorpur, men innehåller nudlar, ugro som också är en nudelsoppa och 'piti' som tillagas av fårkött och grönsaker, tomater, potatis och kikärtor, i ett förslutet kokkärl. Piti serveras ofta i kärlet, ofta tillsammans med en sidorätt.
Populära tilltugg är fyllda piroger, samsa och friterade degknyten, chiburekki. Till dessert äter man gärna lokal frukt som druvor, meloner, granatäpplen, aprikoser, plommon och fikon. Druvorna och melonerna är efterfrågade i hela det forna Sovjetunionen.
Te dricks till varje måltid och erbjuds också mellan måltiderna till gäster och besökare. Det serveras varmt i tekanna och dricks med socker i piyāla, små skålar, se bildgalleriet. En vanlig mötesplats i Tajikistan är tehuset, chojkhona som påminner om västerländska caféer.
Mjölk serveras ofta tillsammans med tilltugg och flatbröd - chaka som är ett slags syrad mjölk, yogurt och kajmak som är en krämig och syrlig mjölkprodukt, ett mellanting mellan smör och färskost. Kefir, tjock drickbar yoghurt, serveras ofta till frukost.
Ett känt lokalt mousserande vin heter shampanski.

## Bildgalleri

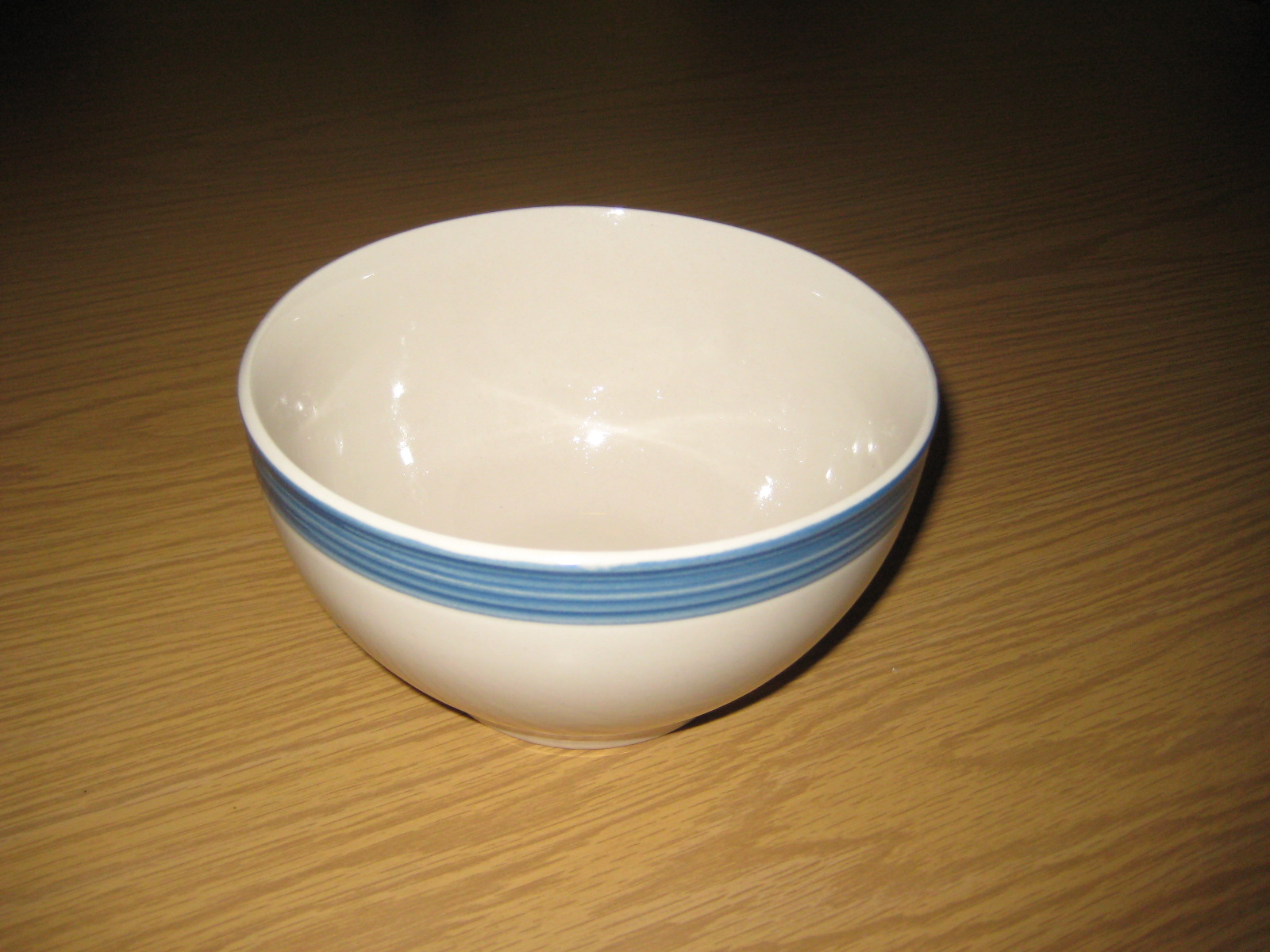
En enkel piyāla, för tedrickande.
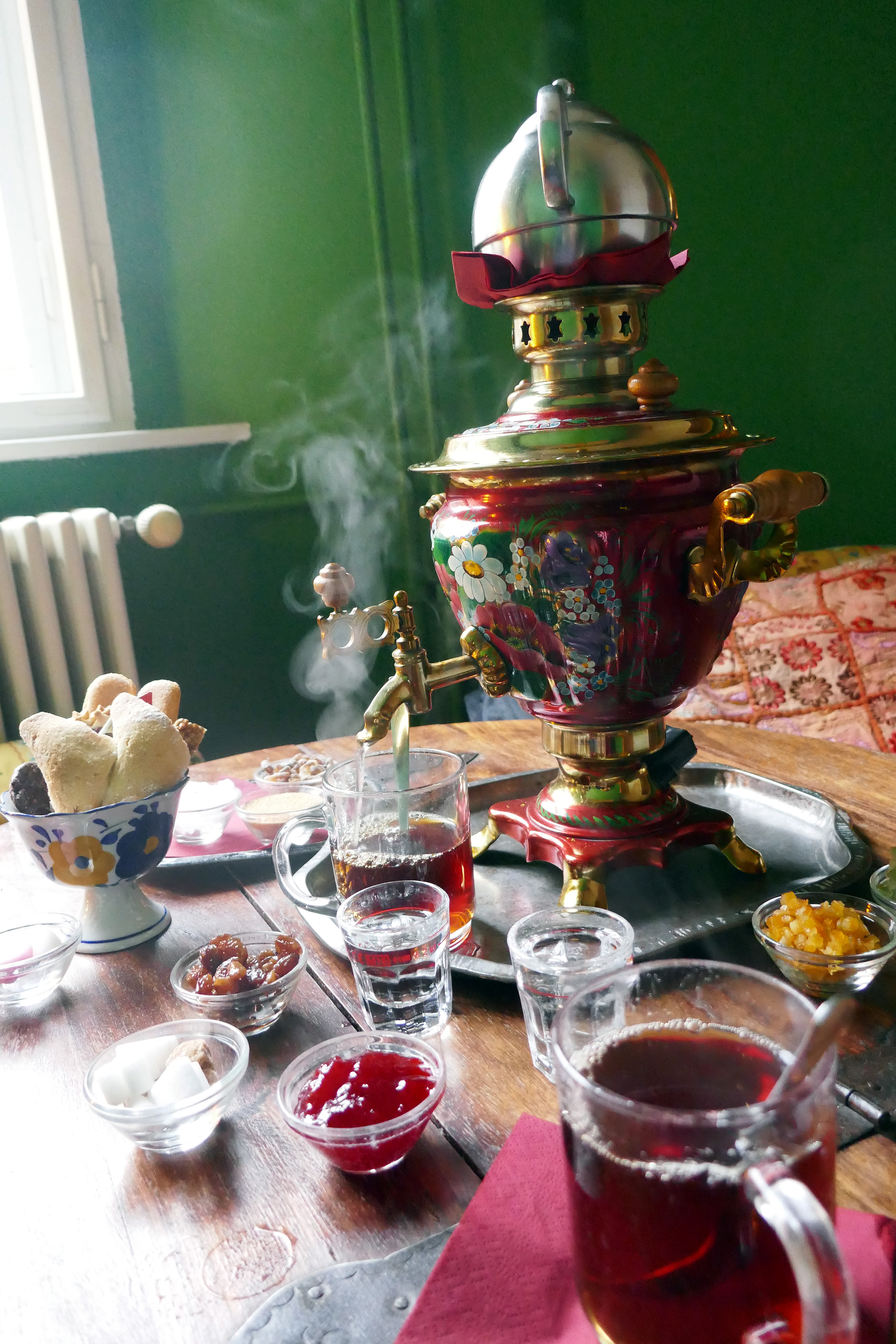
Bild från ett tadzjikiskt tehus, en chojkhona.
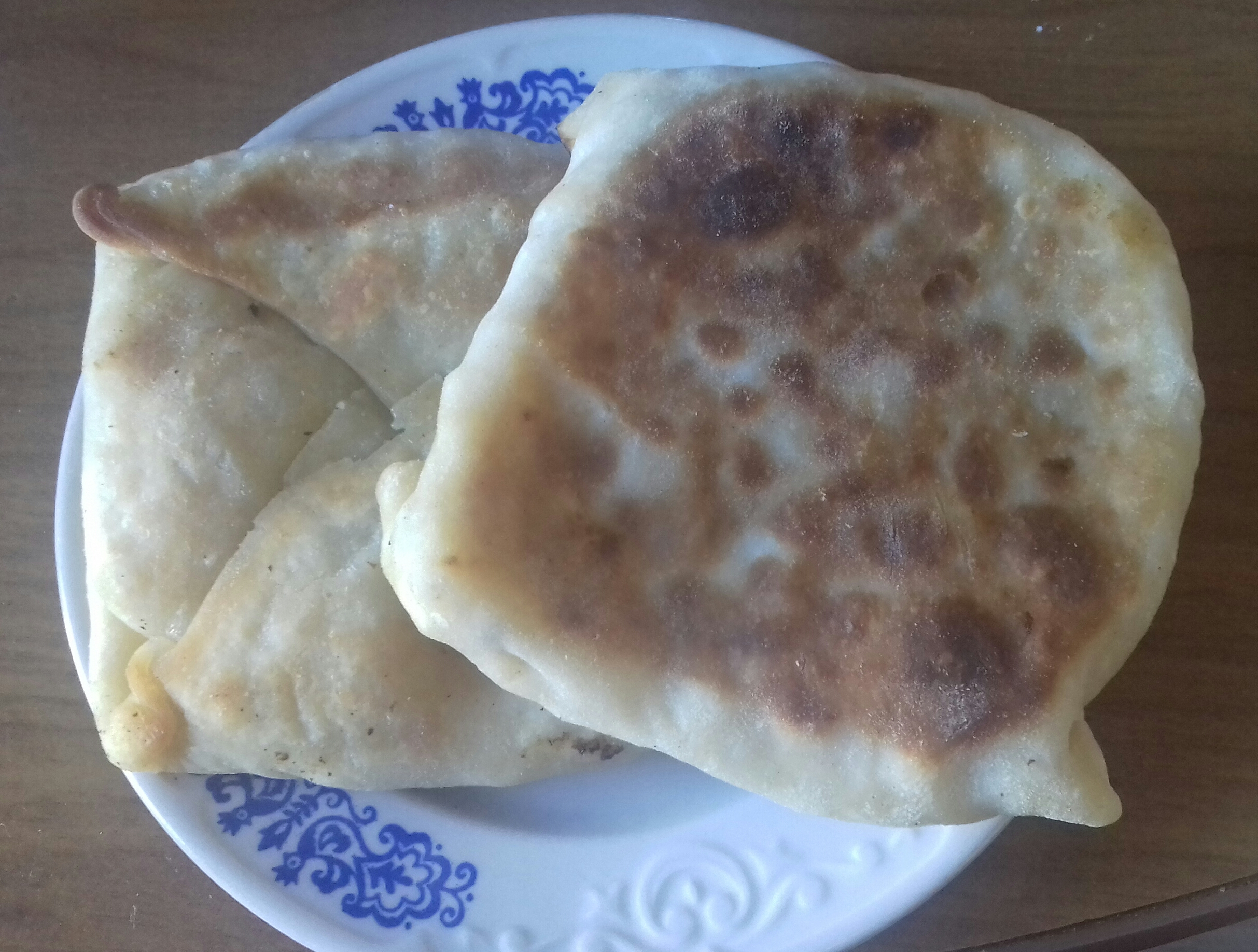
Samarkadisk bichak  med pumpa, ett vanligt tilltugg vid tedrickandet.
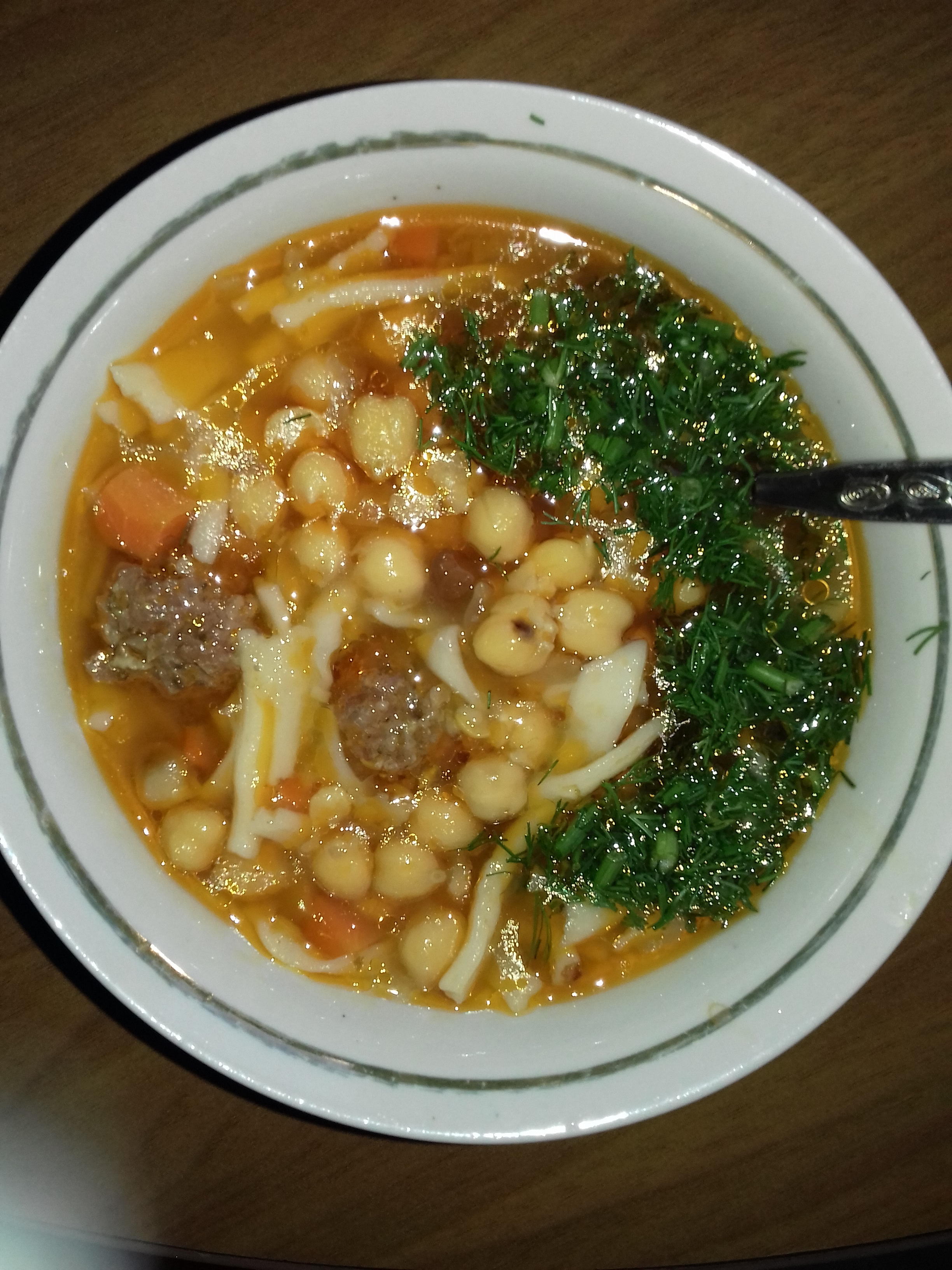
En tadzjikisk laghmansoppa.
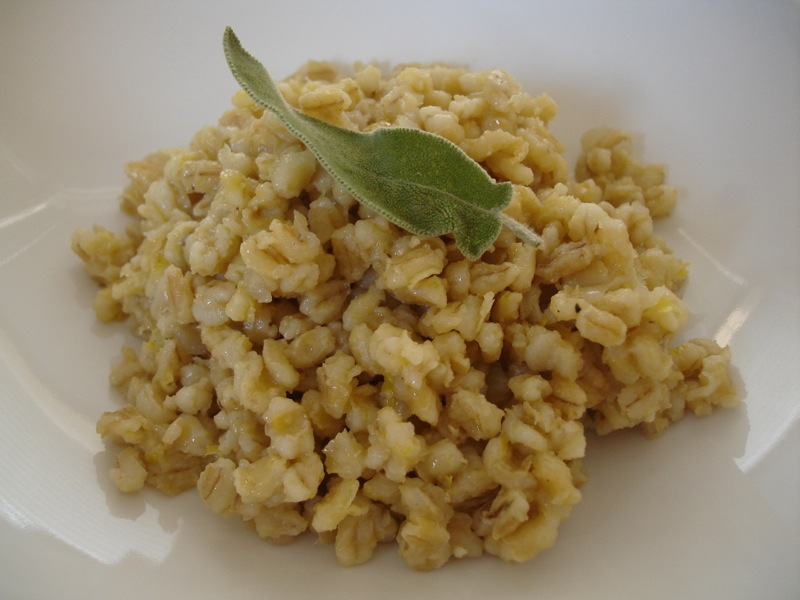
En tadzjikisk pilaff, палав, med citron.